# Chasmata di Marte
Segue una lista dei chasmata presenti sulla superficie di Marte. La nomenclatura di Marte è regolata dall'Unione Astronomica Internazionale; la lista contiene solo formazioni esogeologiche ufficialmente riconosciute da tale istituzione.
I chasmata di Marte portano il nome di albedo presenti sulle mappe marziane di Eugène Michel Antoniadi e Giovanni Virginio Schiaparelli che a loro volta si rifacevano a termini della cultura classica greca e romana.

## Prospetto
| Chasma            | Eponimo                                                                      | Latitudine | Longitudine | Diametro   |
| ----------------- | ---------------------------------------------------------------------------- | ---------- | ----------- | ---------- |
| Arsia Chasmata    | Arsia                                                                        | 7,47° S    | 240,65° E   | 97,06 km   |
| Ascraeus Chasmata | Ascraeus Lacus - Lago di Ascra, il villaggio natale di Esiodo.               | 8,77° N    | 254,37° E   | 105,2 km   |
| Chasma Australe   | Mare Australe                                                                | 82,35° S   | 95,03° E    | 352,61 km  |
| Baetis Chasma     | Baetis                                                                       | 4,29° S    | 295,13° E   | 92,21 km   |
| Chasma Boreale    | Mare Boreale                                                                 | 82,54° N   | 312,36° E   | 459,88 km  |
| Candor Chasma     | Candor                                                                       | 6,53° S    | 289,22° E   | 810,61 km  |
| Capri Chasma      | Capri                                                                        | 8,27° S    | 317,93° E   | 1471,56 km |
| Ceti Chasma       | Ceti                                                                         | 5,03° S    | 291,63° E   | 49,77 km   |
| Coprates Chasma   | Coprates                                                                     | 13,37° S   | 299,26° E   | 958,31 km  |
| Echus Chasma      | Echus Lacus                                                                  | 2,47° N    | 280,04° E   | 391,1 km   |
| Elysium Chasma    | Elysium - I Campi Elisi, luogo delle anime degli eroi nella mitologia greca. | 22,39° N   | 141,51° E   | 130 km     |
| Eos Chasma        | Eos                                                                          | 12,15° S   | 320,83° E   | 1305,69 km |
| Ganges Chasma     | Ganges                                                                       | 7,96° S    | 312,11° E   | 574,08 km  |
| Hebes Chasma      | Hebes                                                                        | 1,07° S    | 283,94° E   | 316,74 km  |
| Hellas Chasma     | Hellas - Nome classico della Grecia.                                         | 34,64° S   | 65,47° E    | 148 km     |
| Hyblaeus Chasma   | Hyblaeus                                                                     | 21,98° N   | 141,26° E   | 56,61 km   |
| Hydrae Chasma     | Hydrae                                                                       | 6,75° S    | 297,99° E   | 55,18 km   |
| Ius Chasma        | Ius                                                                          | 7,29° S    | 275,61° E   | 839,91 km  |
| Juventae Chasma   | Juventae Fons - Fonte della giovinezza.                                      | 3,37° S    | 298,61° E   | 304,99 km  |
| Melas Chasma      | Melas                                                                        | 10,52° S   | 287,46° E   | 563,52 km  |
| Ophir Chasma      | Ophir                                                                        | 4° S       | 287,65° E   | 314,71 km  |
| Pavonis Chasma    | Pavonis                                                                      | 2,73° N    | 248,98° E   | 45,94 km   |
| Promethei Chasma  | Prometeo - Titano della mitologia greca.                                     | 82,66° S   | 141,39° E   | 295,28 km  |
| Tithonium Chasma  | Tithonium                                                                    | 4,6° S     | 275,71° E   | 802,78 km  |
| Ultimum Chasma    | Ultimum                                                                      | 81,1° S    | 151,37° E   | 322,09 km  |

## Nomenclatura abolita
| Chasma         | Eponimo | Latitudine | Longitudine | Diametro | Motivazione                 |
| -------------- | --- | ---------- | ----------- | -------- | --------------------------- |
| Iamunae Chasma | Imunae | 4,29° S    | 295,13° E   | 92,21 km | Ridenominato Baetis Chasma. |
| Thyles Chasma  | Thyles Collis - Colle di Tule, leggendaria isola citata nei diari di viaggio dell'esploratore greco Pitea. | 70,79° S   | 127,5° E    | 235 km   | Riclassificato come rupes.  |